# Pseudima pallidum
Pseudima pallidum är en kinesträdsväxtart som beskrevs av Ludwig Radlkofer. Pseudima pallidum ingår i släktet Pseudima och familjen kinesträdsväxter. Inga underarter finns listade i Catalogue of Life.